# Mimetus echinatus
Mimetus echinatus är en spindelart som beskrevs av Wang 1990. Mimetus echinatus ingår i släktet Mimetus och familjen kaparspindlar. Inga underarter finns listade i Catalogue of Life.